# Delfim Moreira
Delfim Moreira da Costa Ribeiro ([dewˈfim moˈrejrɐ da ˈkɔstɐ riˈbejru]; 7. listopadu 1868 – 1. července 1920) byl brazilský politik, desátý prezident své země v letech 1918–1919. Roku 1918 byl zvolen viceprezidentem Francisca de Paula Rodriguese Alvese. Alves však z důvodu nemoci nenastoupil úřad a Moreira vládl provizorně místo něho po dva roky, které předepisovala tehdejší brazilská ústava pro případ neschopnosti prezidenta vládnout. Moreira však rovněž neměl dobré zdraví, jelikož trpěl psychickými problémy, takže důležitá rozhodnutí připravoval ministr Afrânio de Melo Franco. Období Moreirovy vlády se proto přezdívá „republikánské regentství“.